# 瓶裝公司

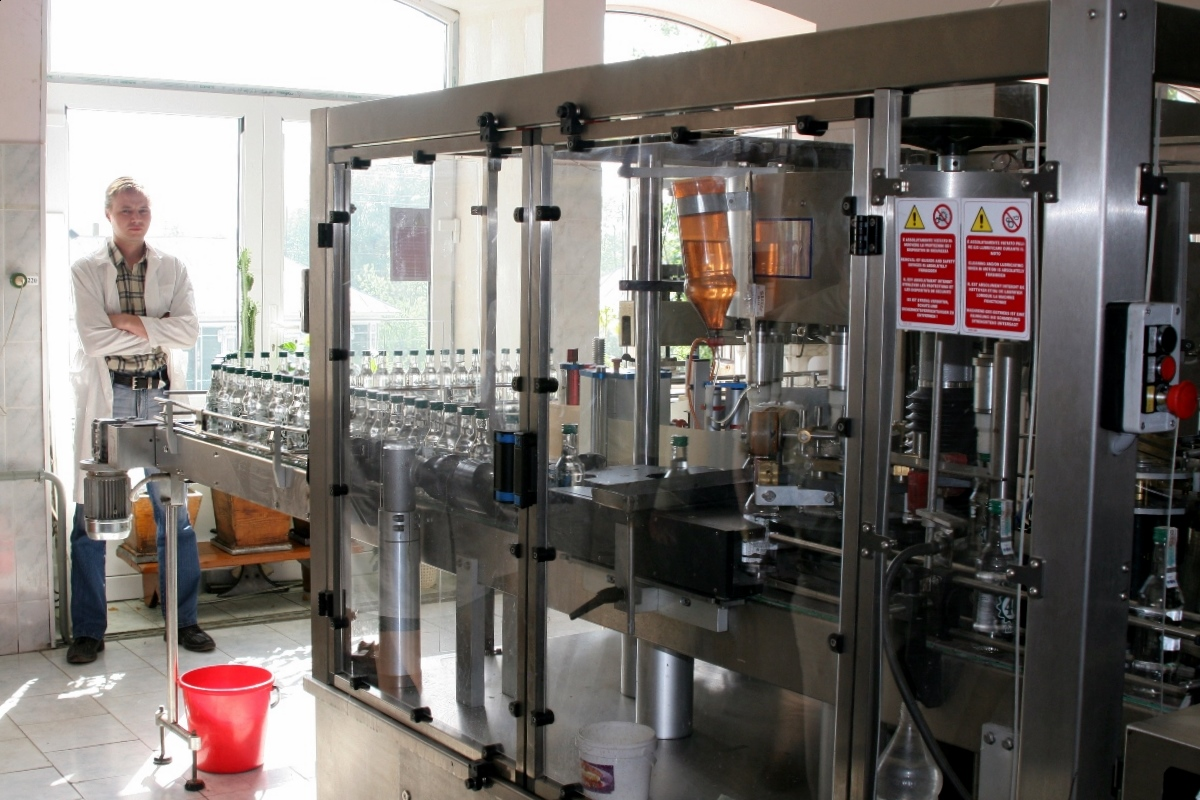
位於俄罗斯沙茨克的一個伏特加瓶裝機

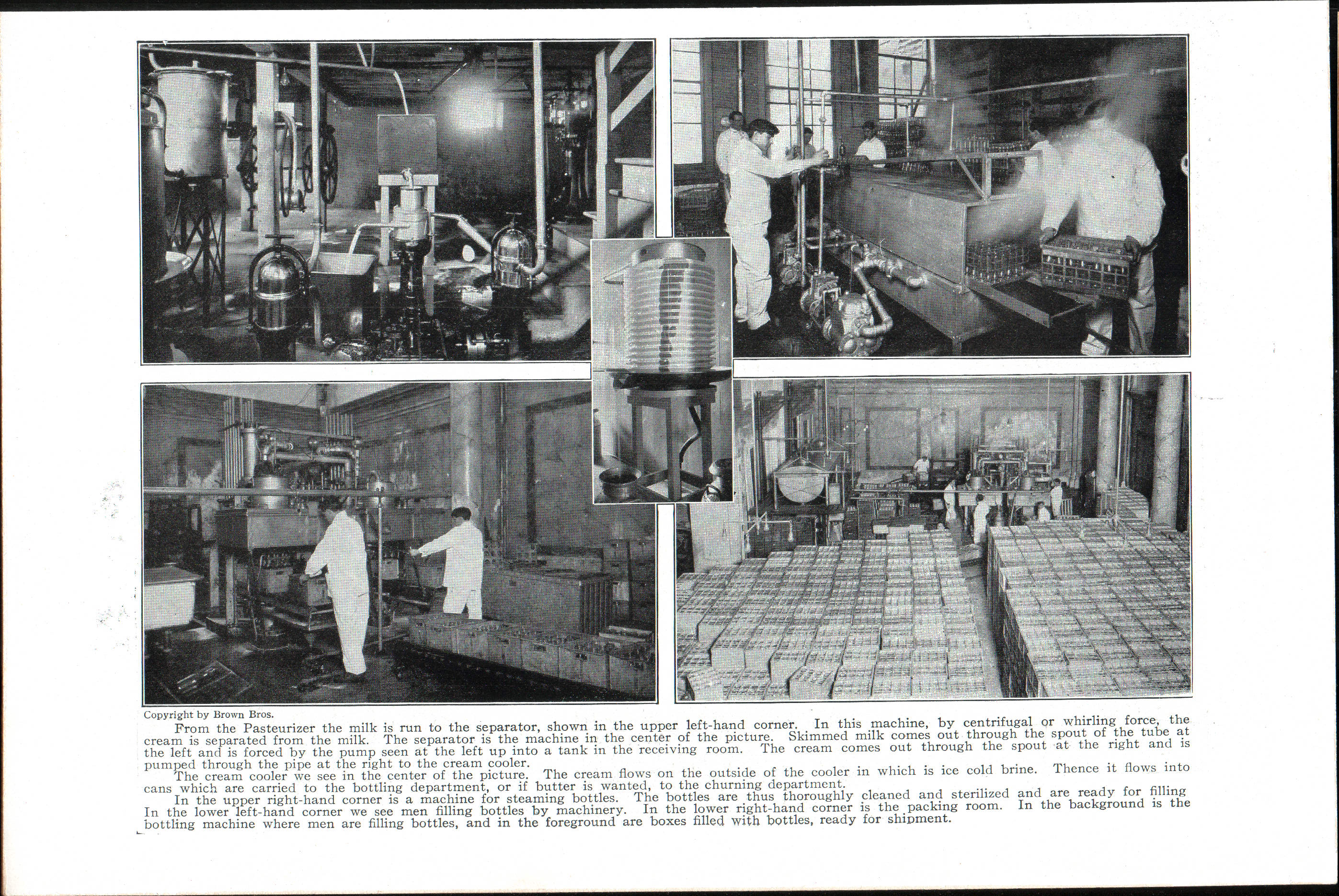
牛奶装瓶

瓶裝公司是一類商业企业，此類企業以生產和銷售由瓶子包裝的飲料為主。
许多瓶裝公司是可口可乐和百事可乐等公司的特许经营商，他们在特定的区域內生產和銷售饮料。一些瓶装公司还生產瓶裝啤酒或葡萄酒。